# Кјелд Нојс
Кјелд Нојс (Лајден, 10. новембар 1989) је холандски брзи клизач. 
На Светским првенствима 2011. и 2012. освојио је сребра на 1000м, а 2013. је био четврти. На Светском првенству 2015. дошао је до бронзе на 1000м, 2016. сребра на 1500м и бронзе на 1000м, а 2017. постао је светски првак и на 1000 и на 1500м. Са Светских првенстава у спринту има сребро из 2016. и бронзу из 2017.
На Олимпијским играма у Пјонгчангу 2018. освојио је златну медаљу на 1500м.